# グローバル・ガッツ
グローバル・ガッツ（Nickelodeon Guts、Global Guts）は、アメリカ合衆国のニコロデオンで1992年9月19日から1995年12月10日まで放送されたスポーツが舞台のゲーム番組。日本ではニコロデオンで放送された。

## ゲームプレイ
この番組では3人の出場選手（青、赤、紫）が、バスケットボール、野球、サッカーなどといったスポーツでみんなが競争して勝負する。他にもプール対決や、レース対決、スキー対決などもあった。
出場者には、各イベントごとに数ポイントを獲得できる。1位には300ポイント、2位には200ポイント、3位には100ポイントが貰える。

## 出演者
判明分のみ。脚本データベースにテレシス制作の台本（1996年4月に録音）が存在するが、実際の放送に使われたものかは不明。

### 司会
- マイク・オマリー - 不明

### 不明
- 友川まり[2]
- 斎賀みつき[3]